# Nazionale femminile di roller derby del Sudafrica
La nazionale di roller derby del Sudafrica è la selezione maggiore femminile di roller derby, il cui nickname è Team South Africa o The Lionesses, che rappresenta il Sudafrica nelle varie competizioni ufficiali o amichevoli riservate a squadre nazionali. Ha debuttato nel campionato mondiale di roller derby 2014 di Dallas classificandosi ventottesima.

## Risultati
Legenda: Grassetto: Risultato migliore, Corsivo: Mancate partecipazioni

## Dettaglio stagioni

### Tornei

#### Mondiali
| Stagione | regular season | regular season | regular season | regular season | regular season | regular season | playoff | playoff | playoff | playoff | playoff | playoff      | playoff     |
|          | Vin            | Par            | Per            | Tot            | PF             | PS             | Vin     | Per     | Tot     | PF      | PS      | risultato    | avversaria  |
| -------- | -------------- | -------------- | -------------- | -------------- | -------------- | -------------- | ------- | ------- | ------- | ------- | ------- | ------------ | ----------- |
| 2014     | 0              | 0              | 3              | 3              | 188            | 734            | 0       | 2       | 2       | 332     | 535     | Ventottesima | Paesi Bassi |
|          |                |                |                |                |                |                |         |         |         |         |         |              |             |
| Totale   | 0              | 0              | 3              | 3              | 188            | 734            | 0       | 2       | 2       | 332     | 535     |              |             |

### Riepilogo bout disputati
| Anno | Luogo  | Evento   | Fase del torneo      | Incontro                  | Risultato |
| 2014 | Dallas | Mondiale | Fase a gironi        | Sudafrica - Galles        | 97 - 200  |
| 2014 | Dallas | Mondiale | Fase a gironi        | Nuova Zelanda - Sudafrica | 315 - 11  |
| 2014 | Dallas | Mondiale | Fase a gironi        | Norvegia - Sudafrica      | 219 - 80  |
| 2014 | Dallas | Mondiale | Fase di consolazione | Spagna - Sudafrica        | 227 - 143 |
| 2014 | Dallas | Mondiale | Fase di consolazione | Paesi Bassi - Sudafrica   | 308 - 189 |

## Confronti con le altre Nazionali
Questi sono i saldi del Sudafrica nei confronti delle Nazionali incontrate.

### Saldo negativo
| Nazionale     | Giocate | Vinte | Pareggiate | Perse | PF  | PS  | Ultima vittoria | Ultimo pari | Ultima sconfitta |
| ------------- | ------- | ----- | ---------- | ----- | --- | --- | --------------- | ----------- | ---------------- |
| Nuova Zelanda | 1       | 0     | 0          | 1     | 11  | 315 | -               | -           | 2014             |
| Norvegia      | 1       | 0     | 0          | 1     | 80  | 219 | -               | -           | 2014             |
| Paesi Bassi   | 1       | 0     | 0          | 1     | 189 | 308 | -               | -           | 2014             |
| Galles        | 1       | 0     | 0          | 1     | 97  | 200 | -               | -           | 2014             |
| Spagna        | 1       | 0     | 0          | 1     | 143 | 227 | -               | -           | 2014             |